# Iz žizni otdychajuščich
Iz žizni otdychajuščich (Из жизни отдыхающих) è un film del 1980 diretto da Nikolaj Nikolaevič Gubenko.

## Trama
Il film si svolge in autunno nel sud della Crimea. La pensione ha riunito persone che sono costrette a divertirsi. Tra loro c'erano Nadežda Andreevna e Aleksej Sergeyevič, che si innamorarono l'uno dell'altro.